# Jan Bertels
Jan Bertels (Herentals, 21 november 1968) is een Belgisch politicus voor  de SP en diens opvolgers sp.a en Vooruit.

## Levensloop
Bertels groeide op in een arbeidersgezin. Hij bracht zijn jeud door in Herenthout en Olen. Zijn secundair onderwijs doorliep hij aan het Sint-Jozefcollege te Herentals, waar hij de richting Grieks-Latijnse volgde. Vervolgens studeerde hij rechten aan de KU Leuven, alwaar hij zich specialiseerde in Belgische en Europese sociale zekerheid. In 1991 behaalde hij er zijn licentiaatsdiploma. Na zijn studie was hij een tijdlang assistent aan de universiteit en vervolgens was hij van 1995 tot 2003 werkzaam als adviseur sociale zekerheid op de kabinetten van de federale socialistische ministers Jan Peeters en Johan Vande Lanotte. In 2003 werd hij aangesteld als directeur-generaal Sociaal Beleid op de Federale Overheidsdienst Sociale Zekerheid.
Zijn intrede in de actieve politiek deed Bertels na de lokale verkiezingen van oktober 1994, toen hij werd aangesteld als OCMW-raadslid van Olen. Na zijn verhuizing naar Herentals werd hij na de lokale verkiezingen van 2000 aangesteld tot lid van de OCMW-raad en zetelde hij in de bestuursraad van het ziekenhuis.  In 2006 werd hij verkozen als gemeenteraadslid van Herentals en van 2007 tot 2017 was hij er schepen van financiën en jeugd.
Bij de Vlaamse verkiezingen van 25 mei 2014 stond hij op de 2de plaats op de kieslijst voor de kieskring Antwerpen. Hij werd verkozen met 7.525 voorkeurstemmen in het Vlaams Parlement.  Daarop nam hij ontslag als directeur-generaal Sociaal Beleid op de FOD Sociale Zekerheid. In het Vlaams Parlement was hij ondervoorzitter van de commissie Algemeen Beleid, Financiën en Begroting en plaatsvervangend lid van de commissie Welzijn, Volksgezondheid en Gezin (2014-2019) en de commissie Bestuurszaken, Binnenlands Bestuur, Inburgering en Stedenbeleid (2016-2019).
In januari 2017 volgde hij Jan Peeters op als burgemeester van Herentals. Hij bleef dit tot in december 2018. Na de gemeenteraadsverkiezingen van oktober 2018 belandde de sp.a in de oppositie.
Na de verkiezingen van 26 mei 2019 maakte Bertels de overstap naar de Kamer van volksvertegenwoordigers. Eind oktober 2020 verliet hij deze assemblee om kabinetschef te worden van minister van Volksgezondheid Frank Vandenbroucke. Hij bleef deze functie uitoefenen tot in 2024. Bij de federale verkiezingen van juni 2024 kreeg Bertels de derde plaats toegewezen op de Vooruit-lijst in de kieskring Antwerpen en werd hij opnieuw verkozen in de Kamer.  Hij werd er ondervoorzitter van de commissie Gezondheid en Gelijke Kansen.
In oktober 2024 werd Vooruit bij de lokale verkiezingen de grootste partij in Herentals. De partij ging een coalitie vormen met de N-VA en Bertels werd opnieuw burgemeester van Herentals, een functie die hij sinds december 2024 uitoefent.